# Comté de Clark (Nevada)
Pour les articles homonymes, voir Comté de Clark.
Le comté de Clark, en anglais : Clark County, est un comté situé dans l'extrême sud de l'État du Nevada, aux États-Unis. C'est le plus peuplé de l'État : le recensement de 2020 dénombre 2 265 461 habitants. Il s'agit d'une destination touristique importante, avec 150 000 chambres d'hôtel et de motel en 2005. Il comprend la ville de Las Vegas, qui est son siège depuis la création du comté, créé à partir d'une portion du comté de Lincoln, le 5 février 1908.
La plupart des habitants, et surtout ceux de l'aire urbaine de Las Vegas (anglais : Las Vegas Metropolitan Area), ne font pas de distinction entre le comté et la ville de Las Vegas et désignent donc les deux en disant « Las Vegas ».

## Géographie
Le comté a une superficie de 20 955 km2, dont 20 488 km2 sont de terre.

## Comtés adjacents
|                          | Comté de Lincoln                    |                          |
| Comté de Nye             | comté de Clark                      | Comté de Mohave, Arizona |
| Comté d'Inyo, Californie | Comté de San Bernardino, Californie |                          |

## Démographie
Lors du recensement de 2020, le comté comptait une population de 2 265 461 habitants. Elle est estimée à 2 336 573 habitants en 2023.
| Groupe                           | Comté de Clark | Nevada | États-Unis |
| -------------------------------- | -------------- | ------ | ---------- |
| Blancs                           | 60,9           | 66,2   | 72,4       |
| Autres                           | 13,5           | 12,0   | 6,2        |
| Noirs                            | 10,5           | 8,1    | 12,6       |
| Asiatiques                       | 8,7            | 7,2    | 4,8        |
| Métis                            | 5,1            | 4,7    | 2,9        |
| Amérindiens                      | 0,7            | 1,2    | 0,9        |
| Océaniens                        | 0,7            | 0,6    | 0,2        |
| Total                            | 100            | 100    | 100        |
| Hispaniques et Latino-Américains | 29,1           | 26,5   | 16,7       |

Selon l'American Community Survey, en 2010, 67,91 % de la population âgée de plus de 5 ans déclare parler l'anglais à la maison, 22,04 % l'espagnol, 3,14 % le tagalog, 1,16 % une langue chinoise et 5,75 % une autre langue.

## Villes et lieux

Carte du Comté de Clark, Nevada délimitant les villes incorporées.

### Villes incorporées (municipalités)
- Boulder City (les jeux de hasard y sont interdits)
- Henderson
- Las Vegas (siège)
- North Las Vegas
- Mesquite

### Autres
- Blue Diamond
- Bunkerville
- Cal-Nev-Ari
- Cottonwood Cove
- Enterprise
- Glendale
- Goodsprings
- Indian Springs
- Jean
- Laughlin
- Logandale
- Moapa Town
- Moapa Valley
- Pic Charleston
- Mountain Springs
- Nelson, aussi appelée Nelson Landing
- Overton
- Paradise
- Primm
- Sandy Valley
- Searchlight
- Sloan
- Spring Valley
- Summerlin South
- Sunrise Manor
- Whitney (autrefois East Las Vegas)
- Winchester

## Townships
Le comté est divisé en onze townships :
- Bunkerville
- Goodsprings
- Henderson
- Las Vegas
- Laughlin
- Mesquite
- Moapa
- Moapa Valley
- Nelson / Boulder
- North Las Vegas
- Searchlight

## Politique
Le comté de Clark est un bastion démocrate. Cependant, si Las Vegas est ancrée à gauche, ses banlieues sont davantage disputées.